# Backend as a Service
Backend as a Service (BaaS) ist ein Dienst, der Entwicklern Zugriff auf eine Entwicklungsumgebung im Browser gibt, die gleichzeitig mit einer Cloud verbunden ist. Der Zweck dieser Dienste ist die Erstellung von Backends für Apps und Mobile Webseiten im Browser und mit Hilfe von Modellierung zu vereinfachen. Meist bieten diese Services mit Benutzerverwaltungen, Social Network-Integration und Push Notification verschiedene vorinstallierte Features an. Die Schnittstellen zu den Diensten werden mit Hilfe von SDKs zur Verfügung gestellt, die teilweise generisch aber teilweise auch generiert sind.
BaaS ist als Dienst noch nicht sehr verbreitet. Die ersten Startups, die BaaS anbieten, haben sich 2011 gegründet. Der globale BaaS-Markt hat einen aktuell geschätzten Wert von $216.5 Millionen (Stand 2012)
Backend as a Service ist eine neue Abstraktionsebene bei der Anwendungsentwicklung. Infrastruktur und Software werden nach dem „as a Service“-Geschäftsmodell gegen eine monatliche Gebühr bereitgestellt. „Backend as a Service“ (BaaS) umfasst das automatisierte Erstellen und Hosting eines Backends sowie dessen Konfiguration durch den Nutzer mittels eines Webbrowsers. Je nach Anbieter und gewähltem Paket unterscheiden sich Funktionen, Skalierung, Service-Level-Agreements, Standort der Server und Preis.
Ein Backend mit verschiedenen Modulen zu erstellen, erfordert sehr viel Zeit und Geld. Da aber viele Sachen, wie Datenbank und Nutzerverwaltung, bei jeden Backend ähnlich sind, kann dieser Bereich auch ausgelagert werden.
Dieser Umstand wird bei BaaS genutzt. Der Dienst bietet ein Backend an, welches mit verschiedenen Modulen erweitert werden kann.
Ein generiertes SDK stellt die Verbindung zu diesen Backend her. Diese sind für die größten Plattformen, wie Android, IOS, Blackberry, Windows Phone verfügbar.
Für andere Plattformen steht eine API-Schnittstelle zur Verfügung, die aus verschiedenen Programmiersprachen angesprochen werden kann.

## Service Provider
Jeder BaaS-Anbieter stellt verschiedene Features zur Verfügung. Zu den Werkzeugen gehören im Allgemeinen:
- Push-Benachrichtigungen
- Integration von Social Networks
- Cloud Speicher
- Chat und Nachrichten
- Benutzerverwaltung
- Geschäftslogik, objektorientierte Programmstrukturen
- Nutzungsanalyse

### Vergleich
| Anbieter     | Preismodelle                                                                               | Module | SDK Plattformen | Hosting Standort                                            |
| ------------ | ------------------------------------------------------------------------------------------ | --- | --- | ----------------------------------------------------------- |
| ApiOmat      | - Small (ab 99 €) - Medium (ab 299 €) - Professional (ab 599 €) - Enterprise (auf Anfrage) | - AccessControl - Chat - CSV - DocumentGenerator - Evalanche - Facebook Module (static) - Google Analytics - JDBC Module (Native) - LDAP - Localisation - Mandrill - Messaging - NetworkDrive - NewsAggregator - OData Connector Module - PDF-Generator - Piwik Module - Push - Restore Module (Static) - Salesforce - SAP Module (Native) - SharePoint - SMTP - Twilio - Twitter - WebAppUpload - Webhosting - Wordpress - XML | - Android - iOS - JavaScript / PhoneGap / Titanium / ReactNative - PHP - Java - C# / Xamarin - C# / Xamarin SQLite - Objective-C - Swift - Backbone - TypeScript | - Deutschland                                               |
| Baasbox      | Open Source                                                                                | - keine Angaben | - keine Angaben | - keine Angaben                                             |
| Baqend       | - Basic (Kostenlos) - Medium (50 €) - Business (500 €) - Enterprise (auf Anfrage)          | - Benutzerverwaltung - Push - OAuth (Google, Facebook, LinkedIn, Twitter) - REST - JSON Im- und Export - NodeJS Backend Code - Custom NodeJS-Module | - JavaScript | - Deutschland                                               |
| Built.io     | - Free Trial - Enterprise - Partner / Reseller - Custom                                    | - Benutzerverwaltung - Push (mit User Segmentierung) - Geolocation - Analytics - Realtime - Custom Code Container via Extensions - Content-Management-System - Social (Facebook, Twitter, LinkedIn, sowie enterprise social networks wie Chatter, tibbr, Jive, Yammer, Cisco Spark und Slack) - Enterprise Integration - Security und Authentication                                                                            | - Android - iOS - JavaScript - Xamarin | - USA - EMEA - Weltweit durch private cloud                 |
| cloudbase    | - Free - Basic (11,99 $) - Professional (47,99 $) - Enterprise (119,99 $)                  | - Push - Analytics - Cloud Database - Logger - Mail - Paypal - MoSync - Benutzerverwaltung | - Android - IOS - Windows Phone - PHP - JavaScript | - keine Angaben                                             |
| Firebase     | - Free - Pay-As-You-Go                                                                     | - Push - Benutzerverwaltung - Analytics - Dateienverwaltung - Remote-Konfiguration - Crashreports - Echtzeit-Datenbank - Verwaltung von Werbung | - Android - iOS - JavaScript | - Weltweit (nicht wählbar)                                  |
| Kii          | - Free - Pro (199 $) - Custom                                                              | - Benutzerverwaltung - Push - Dateienverwaltung - Verwaltung von Werbungen | - Android - IOS - JavaScript | - keine Angaben                                             |
| Kinvey       | - Free - Pro (200 $) - für 5000+ Nutzer 1500 $                                             | - Benutzerverwaltung - Push - Location - Facebook Graph Api | - Android - IOS - HTML5 - PhoneGap - Titanium - AppCloud | - keine Angaben                                             |
| Kumulos      | - Free - Pro - Custom                                                                      | - Benutzerverwaltung - Messaging - Push - XML Im- und Export - CSV Im- und Export - Cloud Database | - iOS & OSX - Android - Windows Phone - Blackberry - HTML 5 - Unity - .net - Angular JS - LUA Corona - C#                                                        | - keine Angabe                                              |
| mobeelizer   | - Free - Small (99 $) - Medium (199 $) - Max (499 $) - Enterprise                          | - Datenspeicher - Sync - Benutzerverwaltung mit Rechtesystem - Dateienverwaltung - Push | - Android - IOS - Windows Phone - Titanium | - keine Angaben                                             |
| Parse        |                                                                                            | - Benutzerverwaltung - Chat - Facebook - Twitter - Messaging - Push - XML Im- und Export - CSV Im- und Export - Cloud Database - Staging | - Android - IOS - Python - PHP - Java - .NET - JavaScript | - keine Angabe                                              |
| QuickBlox    | - Free - Reseller - Enterprise Preis bei Rücksprache                                       | - Location - Chat - Benutzerverwaltung - Contentverwaltung (Movies, große Dateien) - Ratings - Messages | - Android - IOS - Windows Phone - Blackberry - HTML5 | - keine Angaben                                             |
| Stackmob     | - Free - SLA - Enterprise Preis bei Rücksprache                                            | - Benutzerverwaltung - Amazon S3 - Facebook - Twitter - Geoqueries - Staging - Analytics | - Android - IOS - JavaScript | - keine Angaben                                             |
| ConnectyCube | - Free - Enterprise S - Enterprise M - Enterprise L                                        | - Benutzerverwaltung - Möglichkeit eine externe Benutzerdatenbank zu nutzen - Benutzerauthentifizierung durch Facebook - Benutzerauthentifizierung durch Twitter - Benutzerauthentifizierung durch Firebase - AddressBook - Chat - Contentverwaltung - Messaging - Push-Benachrichtigungen - CSV-Export von Daten - REST - Chatbots - Ende-zu-Ende-Verschlüsselung                                                              | - Android (Java und Kotlin) - iOS (Objective-C und Swift) - JavaScript - NativeScript - ReactNative - Cordova                                                    | Weltweit. Folgende Optionen sind verfügbar: - AWS - vor Ort |

## Business Model
Die meisten BaaS-Anbieter stellen ein Freemium-Modell zur Verfügung. Bei diesem Modell sind die Benutzer und API-Aufrufe eingeschränkt. Wenn dieses Limit überschritten wird, muss entweder in ein nächsthöheres Modell gewechselt werden oder jeder Nutzer, der über dem Limit liegt, muss einzeln bezahlt werden.